# 三店方式

関係図

三店方式（さんてんほうしき）とは、日本のパチンコ店で行われている営業形態である。
パチンコ店・景品交換所・景品問屋の3つの業者、およびパチンコ遊技者が特殊景品を経由することで、違法性を問われない形でパチンコ玉の現金化が行われる。

## 歴史
終戦直後にパチンコが大ブームとなった際、パチンコの大人気にあやかってパチンコ景品であった「煙草」（初期段階の特殊景品）の換金行為をする「買人」が客とパチンコ店の仲介役として利ざやで利益を出す者が登場した。次第に換金行為に暴力団などの不法者が介入してくるようになり、煙草の換金行為はたばこ専売法違反で規制されたが、パチンコ景品が「チューインガム」や「砂糖」などに変更され、景品換金利権を巡る抗争が激化した。このような事態に対処するために、パチンコ業界が、景品換金行為の健全化を模索した結果として、1961年に大阪府で元大阪市警警察官だった水島年得が考案して誕生した「大阪方式」がきっかけとなり、それが全国に拡大したのが三店方式である。なお、オリジナルである大阪府の三店方式（大阪方式）は、景品換金業務を大阪身障者未亡人福祉事業協会に委託させることで未亡人や障害者などの社会的弱者に雇用を提供して、社会貢献に寄与していた。

## 前提法令
日本において賭博は刑法で賭博及び富くじに関する罪として禁じられており、特別法で認められた公営ギャンブルなどを除けば金銭を賭けた賭け事を実施することはできない。
パチンコについては特に風俗営業等の規制及び業務の適正化等に関する法律（以下、風俗営業法）第23条により、遊技場営業者に以下のことを禁止している（1984年8月改正で制定）。
1. 現金又は有価証券を賞品として提供すること
2. 客に提供した賞品を買い取ること（いわゆる「自社買い」）
3. 遊技の用に供する遊技球等を客に営業所外に持ち出させること
4. 遊技球等を客のために保管したことを表示する書面を客に発行すること[注 1]

1.または2.に違反した営業者は6か月以下の拘禁刑もしくは100万円以下の罰金、3.または4.に違反した営業者は1年以下の拘禁刑もしくは100万円以下の罰金の刑事罰をそれぞれ規定している。また違反して「著しく善良の風俗若しくは清浄な風俗環境を害した」とされた場合は、営業者に対して営業許可取り消しまたは6か月以内の営業停止命令のペナルティを課すことが風俗営業法第26条で規定されている。また1984年以前から地方自治体の風俗営業法条例では「遊技場営業者が客に提供した賞品を買い取らせること」を禁止し、違反者に刑事罰を規定している例がある。
そのためパチンコでは出玉（パチンコ玉は4円以下で、パチスロのメダルは20円以下）を現金ではなく景品（9600円に消費税額を加えた分以下）と交換しなければならない。

## 三店方式の営業

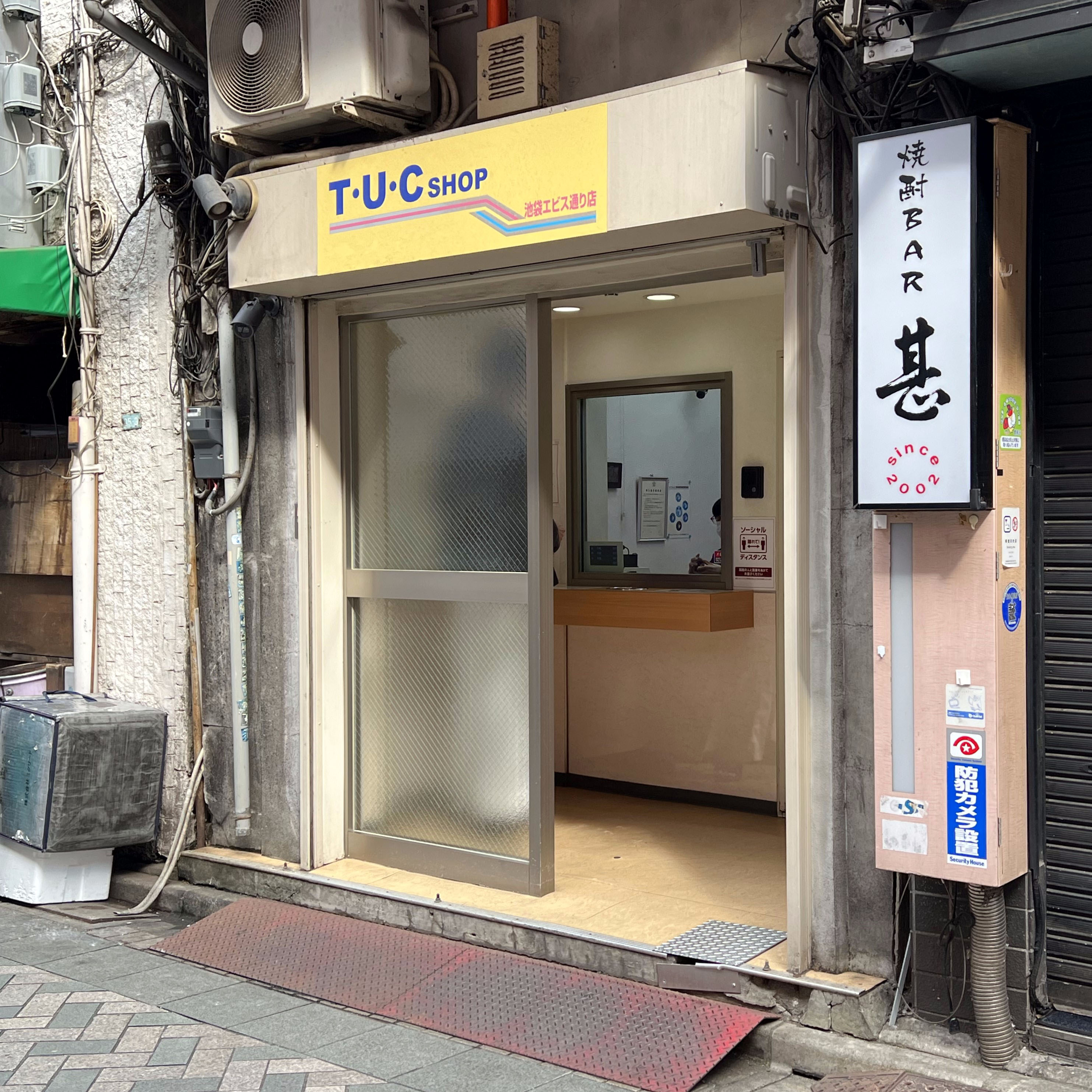
景品交換所の例（東京ユニオンサーキュレーション）

パチンコ店は特殊景品と呼ばれる景品を介在させることで、出玉を金銭と交換することが事実上可能になっており、この特殊景品を用いた営業形態を「三店方式」という。パチンコホール、景品交換所、集荷業者、卸業者と四店を経由する場合もあり、この場合は「四店方式」という。
三店方式による営業の流れは概ね以下のとおりである。
1. 客がパチンコホールに来ると、遊技場営業者であるパチンコホールは客の現金と遊技球（いわゆる「出玉」）を交換する。
2. 客はパチンコで増やした遊技球をジェットカウンター等で計数した上で、その記録（レシート、ICカード等）を景品カウンターに持参し、店員はそれを確認したうえで特殊景品と交換する。
3. 客が特殊景品を景品交換所に持参すると、古物商である景品交換所は特殊景品を現金で買い取る。
4. 景品問屋が景品交換所から特殊景品を買い取り、パチンコホールに卸す。

客の利便上から景品交換所はパチンコホールから遠くない距離の場所に存在しており、パチンコホールの出入り口付近や、パチンコホール建物内部に存在している地域もある。景品問屋は景品交換所やパチンコホールとは人的・資本的には別の法人が営業し、景品交換所もホール及び景品問屋とは人的・資本的には別の法人が営業している。これは前述の風俗営業法第23条であるように「自社買い」を禁止しているからである。パチンコホールと景品交換所は特殊景品について客や景品問屋を介在していることから、パチンコホールと景品交換所は無関係という建前になっており、相互の案内を行うことはない。

## 特殊景品

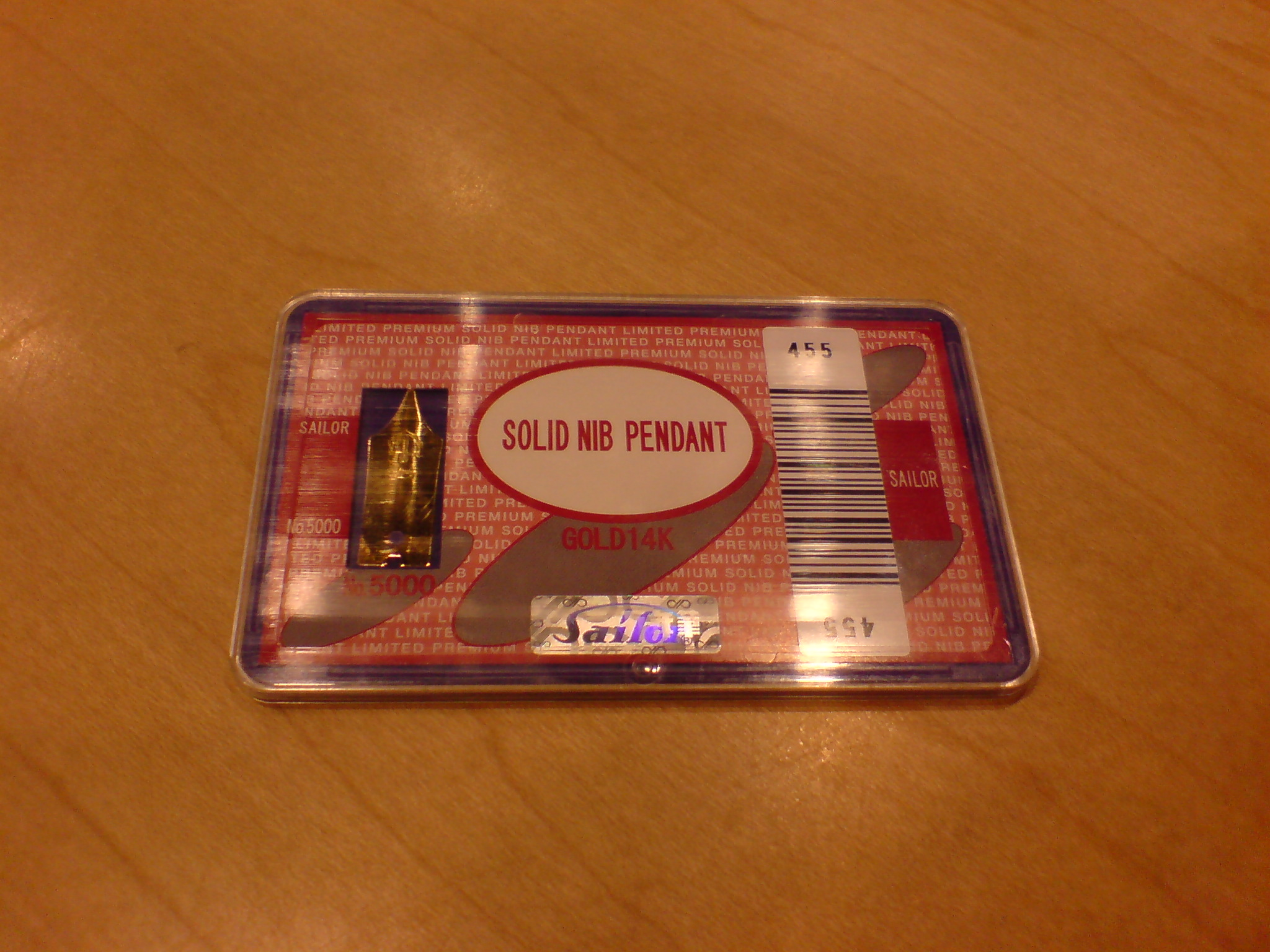
交換可能な「特殊景品」の一つ、金の小さな地金。外装を外して専門店に持ち込んでも時価で買い取ってもらえる

特殊景品は、三店方式の業者が取り扱うパチンコ玉・現金と交換可能な品物である。
パチンコ遊技者はパチンコ店でパチンコ玉と特殊景品を交換し、景品交換所で特殊景品と現金を交換することが出来る。景品問屋は景品交換所から特殊景品を買い取り、パチンコ店に卸している。

### 種類
特殊景品にはライターの火打石、ボールペン、ゴルフボールなど様々な品物が使われる。東京都では1990年頃に金商品が導入された。特殊景品は現在、東京都や神奈川県では1000円単位や500円単位が主流である。九州や四国などの地方都市では大別すると5000円/1000円/200円単位（一部店舗では100円単位）の3種類が主流である。愛知県のように特殊景品の交換に対して消費税額を引いた金額を出すところも存在する。

### 不当流通への対応
景品交換所は買取についてパチンコの特殊景品しか受け付けておらず、偽造景品を換金しようとする客については詐欺罪で告訴している。
地方自治体の迷惑防止条例では「遊技場営業所又は遊技場営業所付近においてうろついて、遊技客が手に入れた景品を転売目的で買い集める行為」を禁止し、違反者に罰金刑を規定している例がある。
古物営業法第15条第1項では古物商は客に対して身分証明書などで住所や氏名などの身元確認を義務付けており、違反した古物商は同法第33条により6か月以下の拘禁刑または30万円以下の罰金の刑事罰となる。特殊景品の換金行為をする客からは古物商である景品交換所から身分証明書などによって身元が確認されることが敬遠されているために殆ど行われていないが、古物営業法第15条第2項及び古物営業法施行規則第16条に規定された例外条項により換金総額（「対価の総額」）が1万円未満での取引については客の住所や氏名などの確認をする必要は無い規定により、特殊景品の換金総額が1万円未満の取引であれば客の住所や氏名などの確認をしなくても違法にはならない。ただし、特殊景品の換金総額（「対価の総額」）が1万円を超える取引は客の身元確認義務づけの対象となる。この規定に対処するため、1人の客が特殊景品の換金総額が1万円を超えた取引をする際に景品交換所は買取帳簿記録上では身元不明な複数の客が「対価の総額」で1万円未満の取引を複数回行ったことにするという建前で身元確認義務を免れようとしているが、「対価の総額」という言葉を厳格に判断するとこのような行為は法の趣旨に反するとして違法行為の可能性がある。
なお、政府の見解としては「いわゆるパチンコの賞品買取り所につきましては、古物営業の許可を取得する必要はないと認識しており」「（古物営業法の）趣旨に鑑みれば、窃盗等の犯罪の被害や盗品等の処分の実態が認められないパチンコの賞品につきましては、これを買い取ることについて古物営業法の規制を及ぼす必要は認められないと考えている」となっている。

## 賭博の実在性
三店形式により、パチンコはギャンブル的な要素を持つとされている。遊技機を用いた賭博の禁止法令は形骸化しているが警察などはそれほど問題視しておらず、景品交換所に偽造景品が持ち込まれた詐欺事件の被害届がパチンコホールから提出された事例もあるが、賭博や風営法違反などの捜査は行われていない。ただ形骸化しているとはいえ依然「自家買い」などの明らかな違法行為は警察の摘発対象であり、2010年現在も摘発事例が存在する。
2020年には長野県のパチンコ店が、客から警察への通報により客に提供した景品をパチンコ店が直接買い取ったとして摘発され、経営者と従業員の2名が、風営法違反の疑いで書類送検されている。

## 問題点

### 適法性に関する議論
偶然性による遊技結果で景品が影響されるため一般論でいえば賭博性があることは否めないが、風営法によって景品影響が認められている以上、三店方式は完全な適法である。
風営法による遊技で司法判断が下された事例としては以下のようなものがある。公安委員会の許可に違反した色合わせ射的（風俗営業法の一遊技）の業者について常習賭博罪で起訴された裁判の1953年11月10日の最高裁判所が「営業者と客とが偶然の勝負によつて財物を賭けるという性質を帯びていることは否めない遊技営業行為を公安委員会が特に許可した理由は、その方法にいくつかの制限を設けこの条件の範囲内において行うならば一時の娯楽に供する物を賭ける場合にあたると認めたものと解するのが相当」とする判決理由を出し、風営法の許可条件に従って景品提供を行う遊技営業行為は賭博罪に該当しないとした。
また、1984年12月13日、参議院地方行政委員会風俗営業等に関する小委員会において、警察庁刑事局保安部防犯課長は「風営法は営業者に対する規制であり、営業者と全く関係のない人にまで規制を及ぼすことはできない」と答弁している。

### 景品価格の問題
東京都では特殊景品として金地金をプラスチックパッケージに収めた景品（2023年頃までは0.1g/0.3g/1.0gの3種類、2024年現在では0.1g/0.3gの2種類）を使用している。
しかし、2000年代以降は金価格の高騰により、出玉を交換した結果として得られる特殊景品を景品交換所に持ち込むよりも、地金を通常の貴金属店に持ち込んだほうが価格が高くなる、という逆転現象が見られるようになった。これを受けて金地金景品の流通仲介を行う東京商業流通組合では、景品に識別用シールを貼る形で価格を値上げする対応を取ったが、それでも価格高騰に追いつかず改定を繰り返し、風俗営業法施行規則第36条に定める賞品上限額（9,600円+消費税）に迫る事態となっているため、一部金景品の廃止やより安価な銀景品の導入といった対応を強いられている。

## 転用

### 三店方式スパチャ
配信での収益化を禁止しているゲームにおいて、そのゲームのYouTube配信ではスーパーチャット（投げ銭）を送る機能をオフにしておき、ゲーム配信終了直後に建前上無関係な雑談配信を短時間行い、そこでスーパーチャットを受け付ける行為が「三店方式スパチャ」と呼ばれ、問題視されたことがある。